# Akamasoa
Akamasoa è una città e una comunità religiosa del Madagascar, fondata nel 1989 dal missionario argentino di origine slovena Pedro Pablo Opeka, che ha promesso agli abitanti più poveri e bisognosi del paese africano di dare una vita degna.
Pedro Opeka iniziò così a costruire con le proprie mani le case delle famiglie povere che vivevano ai confini di una discarica, situata a circa 8 km ad est della capitale Antananarivo. A poco a poco, con l'aiuto dei giovani, è stata costruita una città, composta da 13 villaggi, in cui vivono circa 20.000 abitanti.
Akamasoa significa "Buoni amici" in lingua malgascia.
In 17 anni sono state costruite oltre 3.000 edifici in mattoni a un piano. Nei villaggi, la gente ha la possibilità di guadagnarsi da vivere attraverso l'agricoltura o altre semplici attività. Akamasoa impiega 3.400 formatori per questo scopo. Tuttavia, Akamasoa richiede il lavoro e la disciplina delle persone che vivono in povertà. Inoltre, la frequenza scolastica dei figli delle famiglie è una delle condizioni per rimanere nella comunità: per questo esistono 72 classi gestite direttamente dalla comunità e frequentate regolarmente da circa 8.500 studenti. Per sostenere la riabilitazione fisica delle persone assistite ad Akamasoa, sono altresì presenti 40 medici.
L'8 settembre 2019 la località è stata visitata da papa Francesco.